# Vanessa Clerveaux
Vanessa Clerveaux (Brockton, 17 giugno 1994) è un'ostacolista haitiana.

## Biografia
Nata e cresciuta nel Massachusetts da genitori haitiani, sin dalle superiori ha sviluppato interesse per l'atletica leggera. Al college è stata membro della squadra di atletica dell'Università dell'Alabama. Internazionalmente ha scelto di gareggiare per il paese del Mar dei Caraibi, facendo il suo debutto nel 2018 nelle competizioni continentali. L'anno successivo è arrivata alla finale dei Giochi panamericani e ha partecipato ai suoi primi Mondiali a Doha.

## Palmarès
| Anno | Manifestazione      | Sede         | Evento   | Risultato  | Prestazione | Note |
| ---- | ------------------- | ------------ | -------- | ---------- | ----------- | ---- |
| 2018 | Giochi CAC          | Barranquilla | 100 m hs | Argento    | 13"07       |      |
| 2018 | Campionati NACAC    | Toronto      | 100 m hs | 7ª         | 13"21       |      |
| 2019 | Giochi panamericani | Lima         | 100 m hs | 6ª         | 13"17       |      |
| 2019 | Mondiali            | Doha         | 100 m hs | Batteria   | 13"15       |      |
| 2022 | Mondiali indoor     | Belgrado     | 60 m hs  | Semifinale | 8"15        |      |
| 2024 | Mondiali indoor     | Glasgow      | 60 m hs  | Batteria   | 8"29        |      |